# Československá televize
Československá televize (ČST) byla československá státní organizace, provozující mezi lety 1957 a 1992 televizní vysílání v Československu, čímž navázala na televizní vysílání Československého rozhlasu fungující od roku 1953. Původně Československá televize vysílala na jednom kanálu, od roku 1970 měla dvě stanice, I. program a II. program. Dle zákona byla činnost ČST založena na politice Komunistické strany Československa, jednalo se tedy o státní, propagandistické a silně cenzurované médium socialistického státu. V 60. letech se stala součástí procesu společenského uvolňování a v srpnu 1968 zajišťovala několik dní aktuální vysílání o okupaci Československa. Od roku 1969 naopak byla jedním z pilířů normalizační politiky. Přesto se v průběhu sametové revoluce v listopadu 1989 zaměstnanci ČST vesměs přidali na stranu protestujících, a umožňovali tak šíření důležitých zpráv a přenosů z demonstrací. Po obnovení demokratického zřízení v Československu provozovala od roku 1990 ČST více stanic, v roce 1992 však zajišťovala vysílání pouze celostátního federálního kanálu F1, zatímco ostatní stanice byly provozovány národními, nově vzniklými veřejnoprávními subjekty, Českou a Slovenskou televizí. Československá televize ukončila svou existenci rozpadem Československa na konci roku 1992.

## Historie

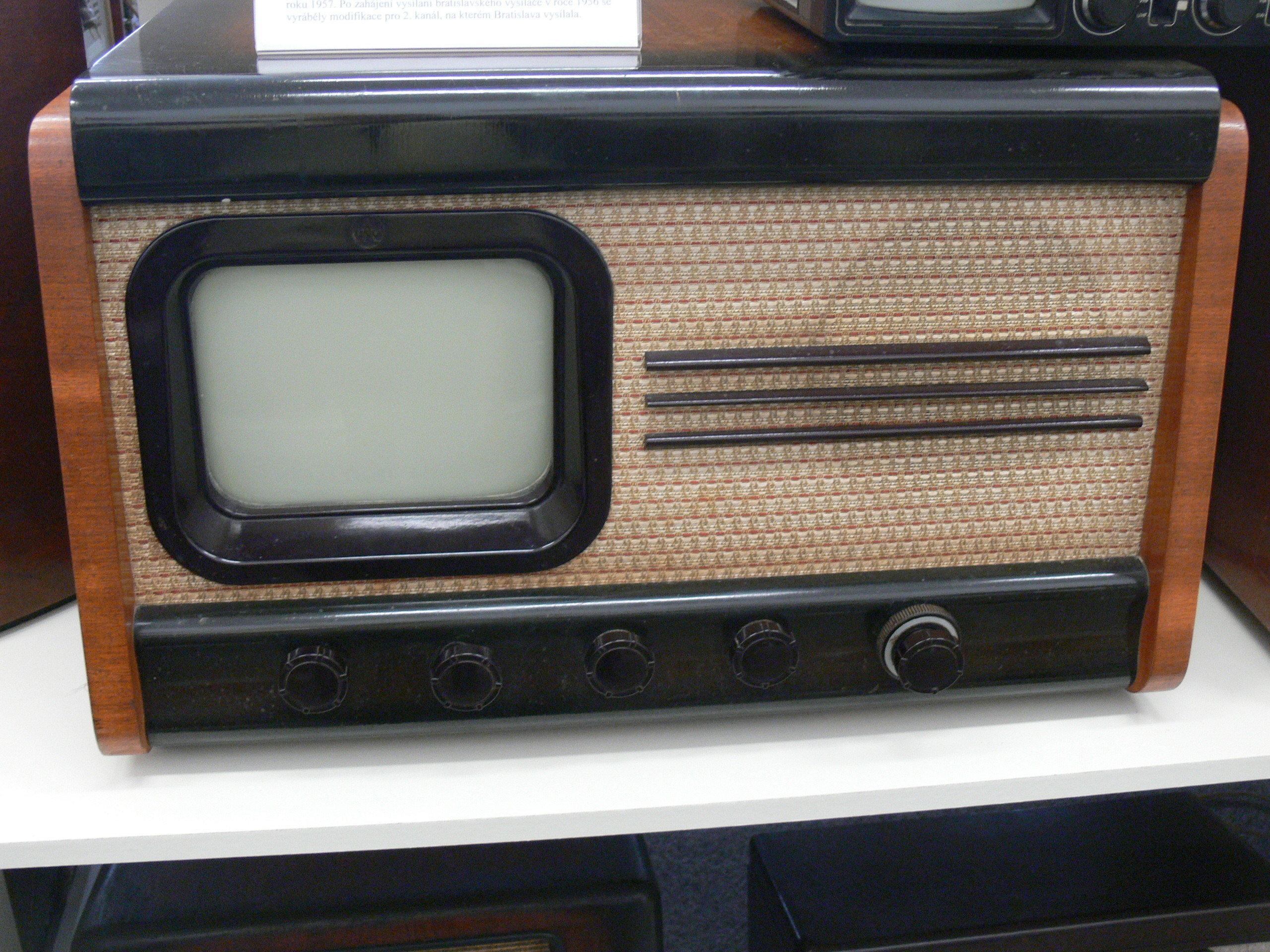
První československý televizní přijímač Tesla 4001A z roku 1953

Veřejné zkušební televizní vysílání bylo v Československu zahájeno ve 20 hodin dne 1. května 1953, studio se nacházelo v Praze v Měšťanské besedě (Vladislavova 20). Vysílán byl předem vytvořený záznam na filmovém pásu, v němž úvodní slovo měl Jaroslav Marvan. Po skočení připraveného programu vysílání pokračovalo živým vystoupením Františka Filipovského. Vysílání provozoval Československý rozhlas, jehož součástí bylo nově zřízené Televizní studio Praha, technické zajištění spravoval podnik Správa spojů – Televize Praha. Dne 25. února 1954 zahájil Československý rozhlas pravidelné televizní vysílání. Od 1. ledna 1955 začali majitelé televizorů platit koncesionářský poplatek. První přímý přenos, hokejový zápas mezi Prahou a švédským klubem Leksands IF, hraný na pražské Štvanici, byl odvysílán 11. února 1955. Koncem roku 1955 zahájilo vysílání Televizní studio Ostrava a o rok později také Televizní studio Bratislava. Zpočátku vysílala jednotlivá studia zcela samostatnou programovou skladbu. K retranslačnímu spojení všech tří studií došlo postupně v letech 1957–1958.
Československá televize (ČST) vznikla 1. prosince 1957, kdy vstoupilo v účinnost vládní nařízení č. 62/1957 Sb., o nové organisaci rozhlasu a televise. Tehdy byla z Československého rozhlasu vydělena jeho televizní část, která se stala novou státní organizací. Oba vysílatelé byli podřízeni nově zřízenému Československému výboru pro rozhlas a televisi (na Slovensku pak Slovenskému výboru pro rozhlas a televisi). Protože televizní techniku nadále zajišťovala Správa spojů, docházelo mezi ní a ČST k problémům a sporům, které byly vyřešeny na jaře 1958, kdy k 1. dubnu veškerá studiová technika přešla pod správu Československé televize. K dalším organizačním změnám došlo k 1. říjnu 1959. Tehdy byly vládním nařízením č. 63/1959 Sb., o změnách v organizaci rozhlasu a televize, zrušeny oba televizní a rozhlasové výbory, a jak Československá televize, tak Československý rozhlas se staly samostatnými ústředními organizacemi s vlastními statuty schvalovanými vládou. Definitivní řešení přinesl zákon č. 18/1964 Sb., o Československé televizi, který nabyl účinnosti 8. února 1964 a který platil až do konce roku 1992.

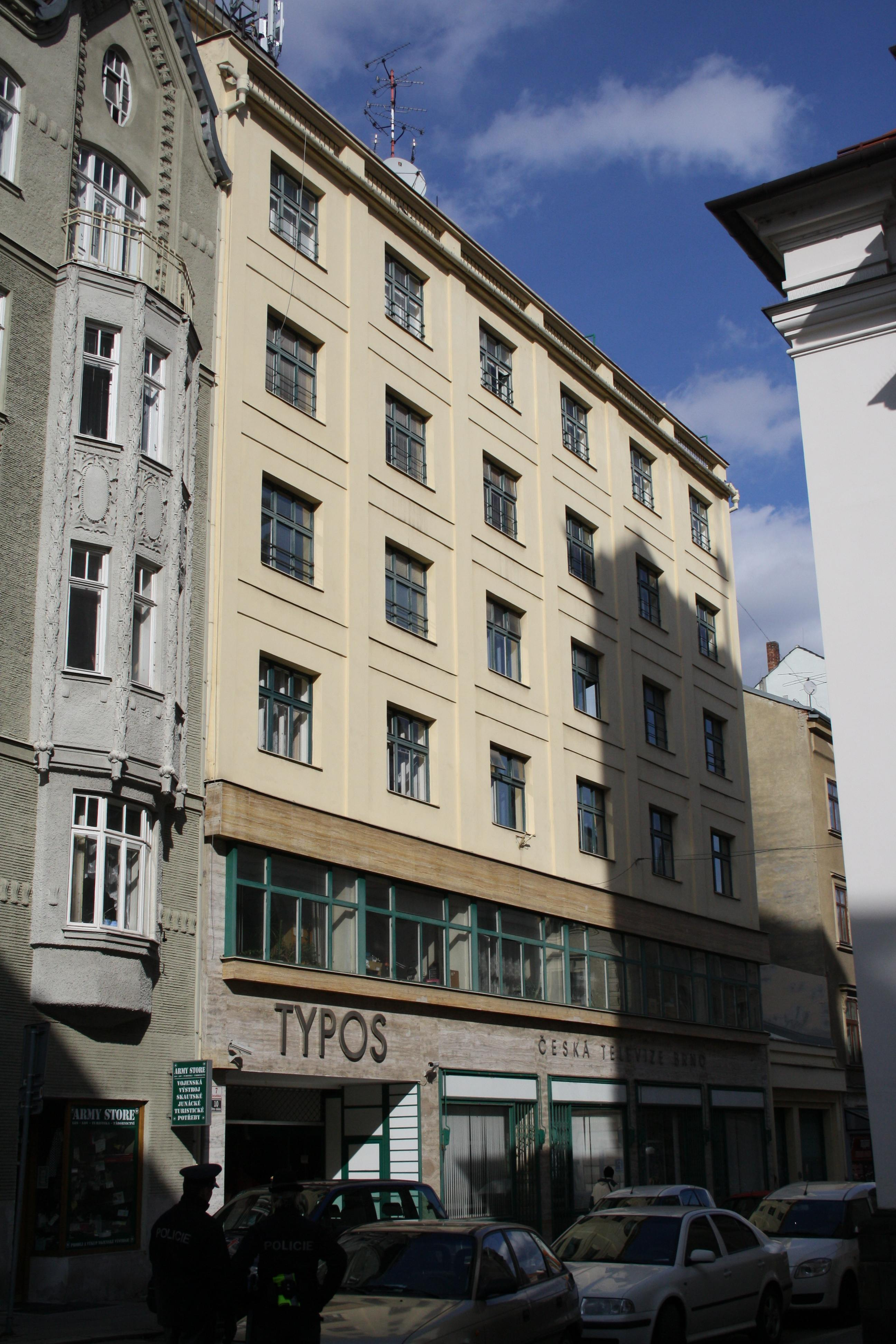
Budova Typos brněnského televizního studia

V létě 1961 zahájilo vysílání Televizní studio Brno a o rok později i Televizní studio Košice. Roku 1962 byla také zahájena stavba Televizního střediska Kavčí hory v Praze. V červnu 1964 proběhl I. mezinárodní televizní festival Zlatá Praha. Roku 1966 začala ČST používat pro záznam zařízení firmy AMPEX s dvoupalcovým páskem coby nosičem, v září toho roku byla ve studiu bývalé burzy dokončena instalace čtyřkamerového systému britské firmy Marconi, s přímým komunikátorem mezi kameramany a režijním pracovištěm. Do konce roku 1966 byla Československá televize zvláštní rozpočtovou organizací s právní subjektivitou a zvláštní kapitolou ve státním rozpočtu, od 1. ledna 1967 fungovala jako státní příspěvková organizace. V létě 1968 organizačně vzniklo v rámci ČST samostatné Televizní studio Praha. Od 21. srpna 1968 vysílali pracovníci ČST z různých improvizovaných míst v Praze po několik dní informace o okupaci Československa, neboť pražské studio obsadili již ráno 21. srpna sovětští vojáci, kteří tamní vysílání přerušili.
Po federalizaci Československa byly v roce 1969 provedeny změny ve vnitřní organizaci ČST. Zřízeny byly dva okruhy, český (pro studia Praha, Brno, Ostrava) a slovenský (pro studia Bratislava a Košice), které podléhaly Ústřednímu ředitelství Československé televize a zároveň spadaly pod vlády jednotlivých republik, České socialistické republiky a Slovenské socialistické republiky. Symbolem a garantem normalizace v ČST se stal ústřední ředitel Jan Zelenka, instalovaný v srpnu 1969, který ve funkci vytrval po 20 let až do června 1989.

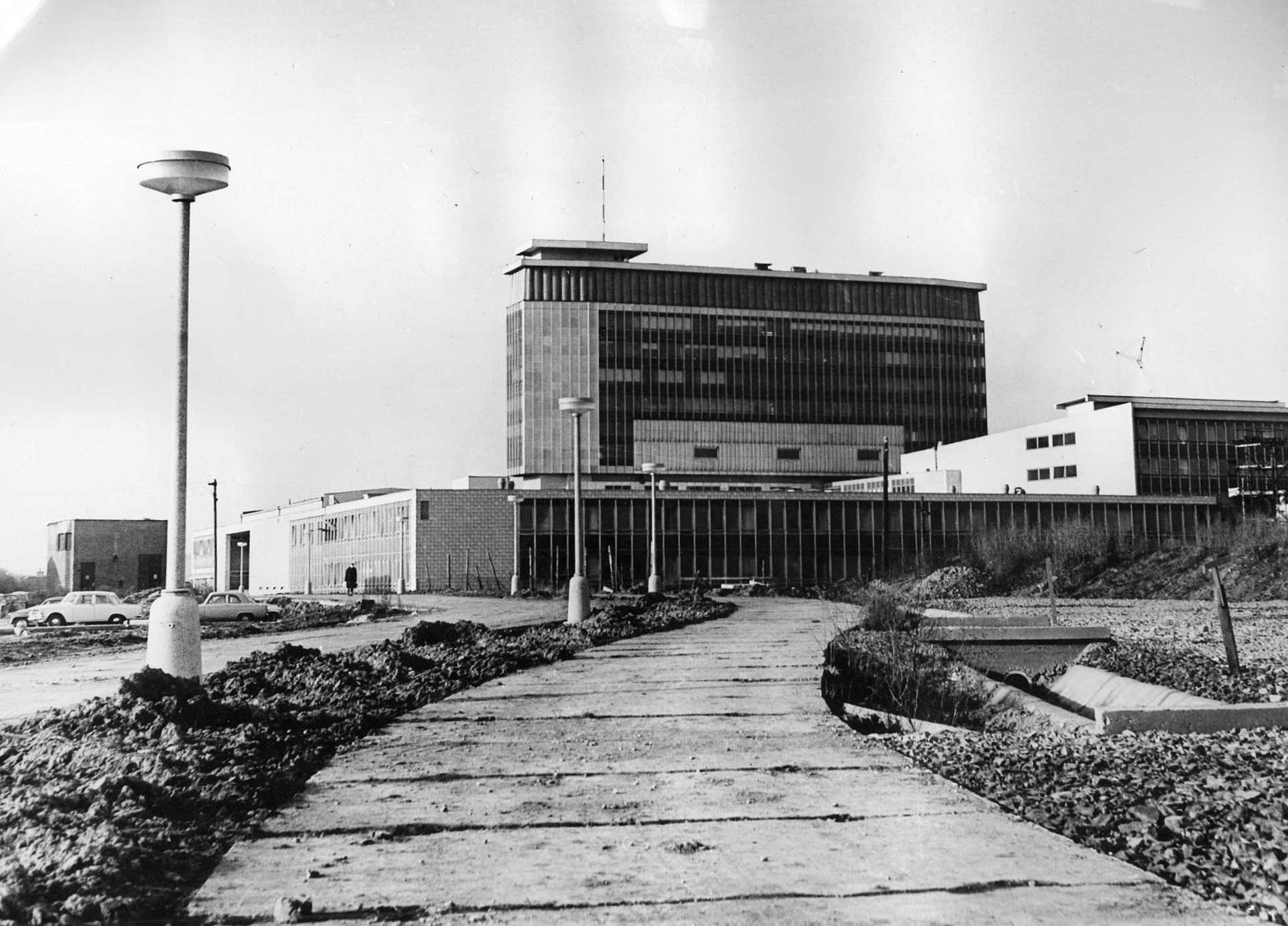
Rozestavěné Televizní středisko Kavčí hory v Praze v roce 1971

Dne 9. února 1970 zahájila ČST zkušební vysílání druhé stanice. Pravidelné vysílání II. programu, jak byla nazvána (původní kanál získal označení I. program), začalo 10. května 1970. Mezitím došlo 14. února k prvnímu barevnému vysílání Československé televize do zahraničí; jednalo se o přímý přenos z Mistrovství světa v klasickém lyžování, které se uskutečnilo ve Vysokých Tatrách. Na podzim 1970 byla zprovozněna první část Televizního střediska Kavčí hory v Praze. V květnu 1973 zahájila ČST barevné vysílání II. programu, v květnu 1975 pak přistoupila k témuž u I. programu. Vysílání obou kanálů bylo kódováno v normě SECAM. V letech 1979 a 1980 byl dokončen a zprovozněn komplex na Kavčích horách. Roku 1980 začal být pro televizní záznam používán jednopalcový magnetický pásek 1C. Krátce nato se objevily první kazetové systémy (U-matic) a v letech 1984–1985 přešla ČST na Betacam SP.[zdroj⁠?!] V květnu 1988 bylo zahájeno pravidelné vysílání teletextu.
Během sametové revoluce v listopadu 1989 se zaměstnanci ČST stavěli za protestující a v pořadech (Televizní noviny, Aktuality, Minuty dne, Na padesátníku aj.) informovali o probíhajícím dění. Po pádu komunistického režimu došlo koncem roku 1989 a během roku 1990 k výrazným personálním i programovým změnám. Po vystřídání dvou ústředních ředitelů, kteří v této pozici působili pouze krátkou dobu, nastoupil v březnu 1990 do funkce Jiří Kantůrek (kdysi v rámci normalizačních čistek z televize vyhozený), který zde vytrval až do konce existence celé instituce. Dne 14. května 1990 bylo zahájeno vysílání třetího kanálu OK3 a k 3. září 1990 byl stávající I. program převeden na celostátní federální stanici F1, zatímco II. program byl rozdělen na dvě národní stanice, českou ČTV a slovenskou S1. Na Slovensku byl 1. dubna 1991 kanál OK3 nahrazen novým národním kanálem TA3. Dne 1. července 1991 vznikla vyčleněním slovenských studií samostatná veřejnoprávní Slovenská televize (STV), která začala místo Československé televize provozovat stanice STV a TA3 a zároveň dodávala pořady pro federální kanál F1. Obdobně byla 1. ledna 1992 zřízena veřejnoprávní Česká televize (ČT), jež nově provozovala kanály ČTV a OK3 a podílela se na pořadech F1. Od začátku roku 1992 tak Československá televize pouze vyráběla zpravodajství pro celostátní stanici F1, kterou také provozovala. V květnu 1992 uzavřely ČST, ČT a STV smlouvu o vytvoření Československé televizní asociace, která požádala o členství v Evropské vysílací unii. Vzhledem k zániku Československa na konci roku 1992 byla Československá televize zákonem č. 597/1992 Sb., o zrušení Československého rozhlasu, Československé televize a Československé tiskové kanceláře, i s federálním kanálem F1 k 31. prosinci 1992 zrušena.

### Pořady
Československá televize sloužila jako státní informační prostředek, jehož programová nabídka byla dána zákonem o Československé televizi, proto byly do vysílání zahrnuty především pořady vlastní tvorby (zpravodajství, publicistika, záznamy divadelních představení, inscenace, seriály, soutěže, revuální pořady, atd.), doplňované filmovou a seriálovou tvorbou ze zahraniční produkce, před rokem 1990 převážně ze socialistických států.
Hlavní zpravodajská relace, vysílaná každý večer, nesla do roku 1989 název Televizní noviny, v roce 1990 byl tento název změněn na Deník ČST (ve slovenské verzi Denník ČST). Původní pojmenování nebylo nijak autorsky chráněné a v roce 1994 se k němu vrátila první česká celostátní komerční stanice, TV Nova, která jej využila pro svůj hlavní zpravodajský pořad.

## Seznam ústředních ředitelů
| Jméno             | Od                 | Do                 | Poznámky                                                  |
| ----------------- | ------------------ | ------------------ | --------------------------------------------------------- |
| Karel Kohout      | 1. února 1953      | 30. listopadu 1957 | ředitel Televizního studia Praha (Československý rozhlas) |
| Karel Kohout      | 1. prosince 1957   | 28. února 1958     | ředitel ČST                                               |
| Milan Krejčí      | 1. března 1958     | 30. září 1959      | ředitel ČST                                               |
| Adolf Hradecký    | 1. října 1959      | 30. června 1960    | ředitel ČST                                               |
| Adolf Hradecký    | 1. července 1960   | 31. května 1963    |                                                           |
| Jiří Pelikán      | 1. června 1963     | 25. září 1968      |                                                           |
| Bohumil Švec      | 28. září 1968      | 5. prosince 1968   | vládní zmocněnec                                          |
| Josef Šmídmajer   | 5. prosince 1968   | 6. srpna 1969      |                                                           |
| Jan Zelenka       | 6. srpna 1969      | 30. června 1989    |                                                           |
| Libor Batrla      | 1. července 1989   | 27. listopadu 1989 |                                                           |
| Miroslav Pavel    | 27. listopadu 1989 | 10. ledna 1990     |                                                           |
| Jindřich Fairaizl | 11. ledna 1990     | 28. února 1990     |                                                           |
| Jiří Kantůrek     | 12. března 1990    | 31. prosince 1992  |                                                           |

## Galerie

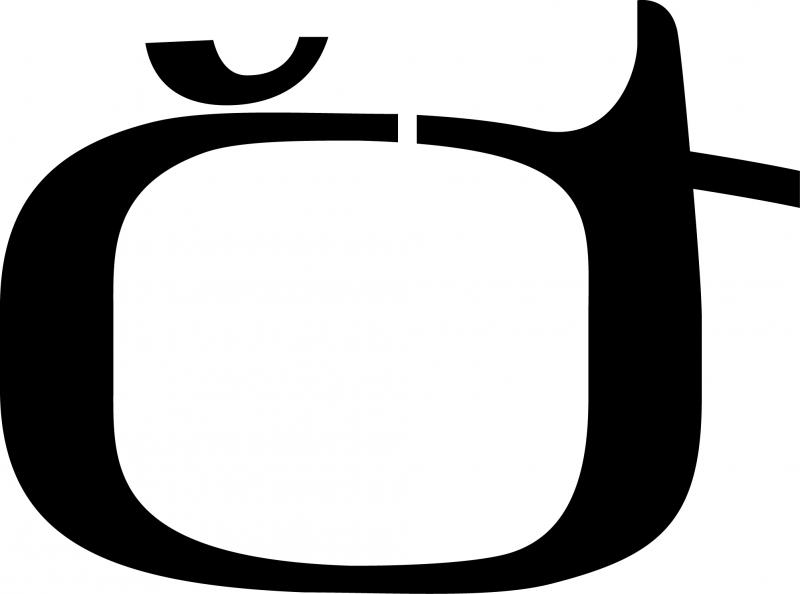
Původní logo Československé televize z roku 1963
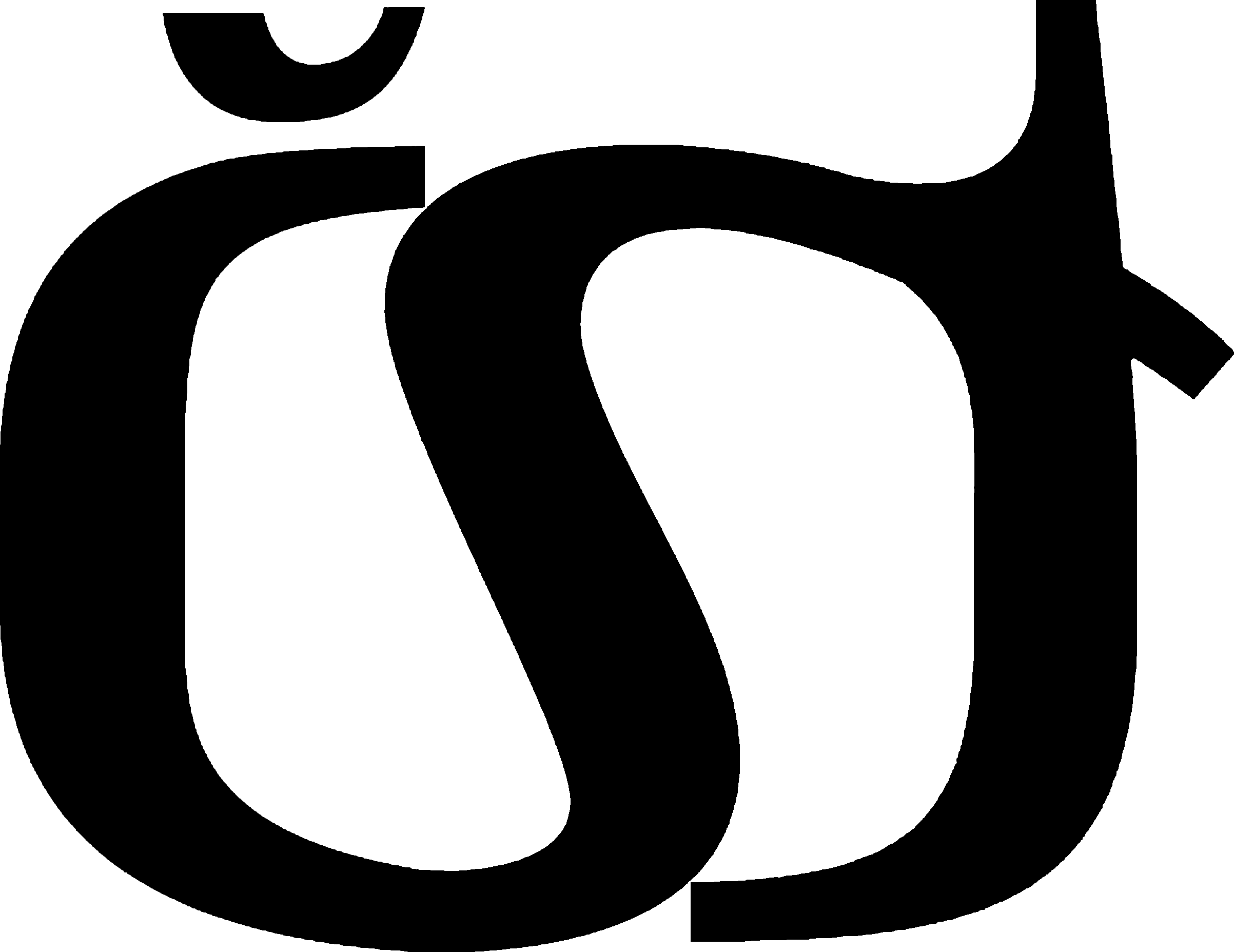
Logo ČST z let 1969–1975
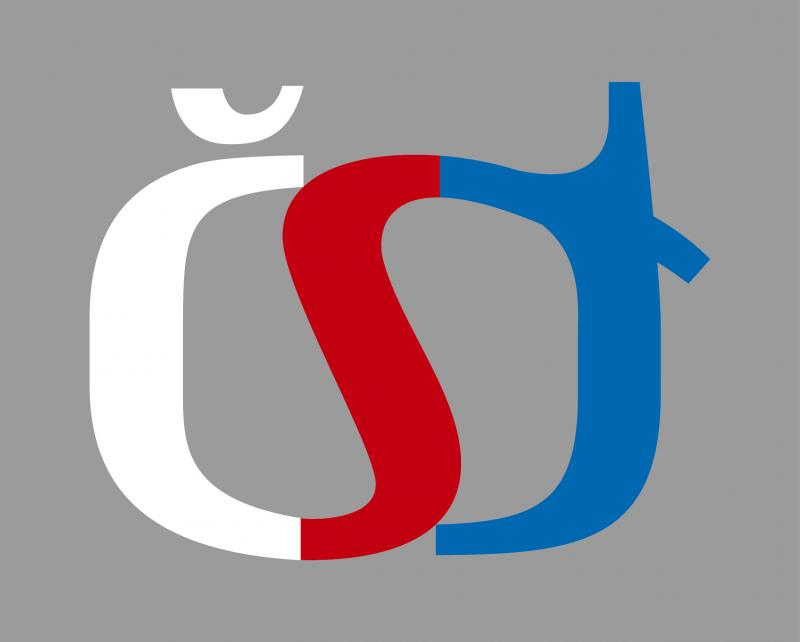
Barevné logo ČST z let 1969–1993
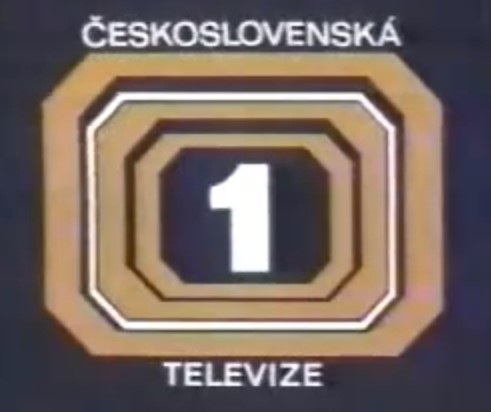
Logo I. programu Československé televize
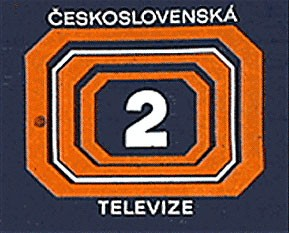
Logo II. programu Československé televize
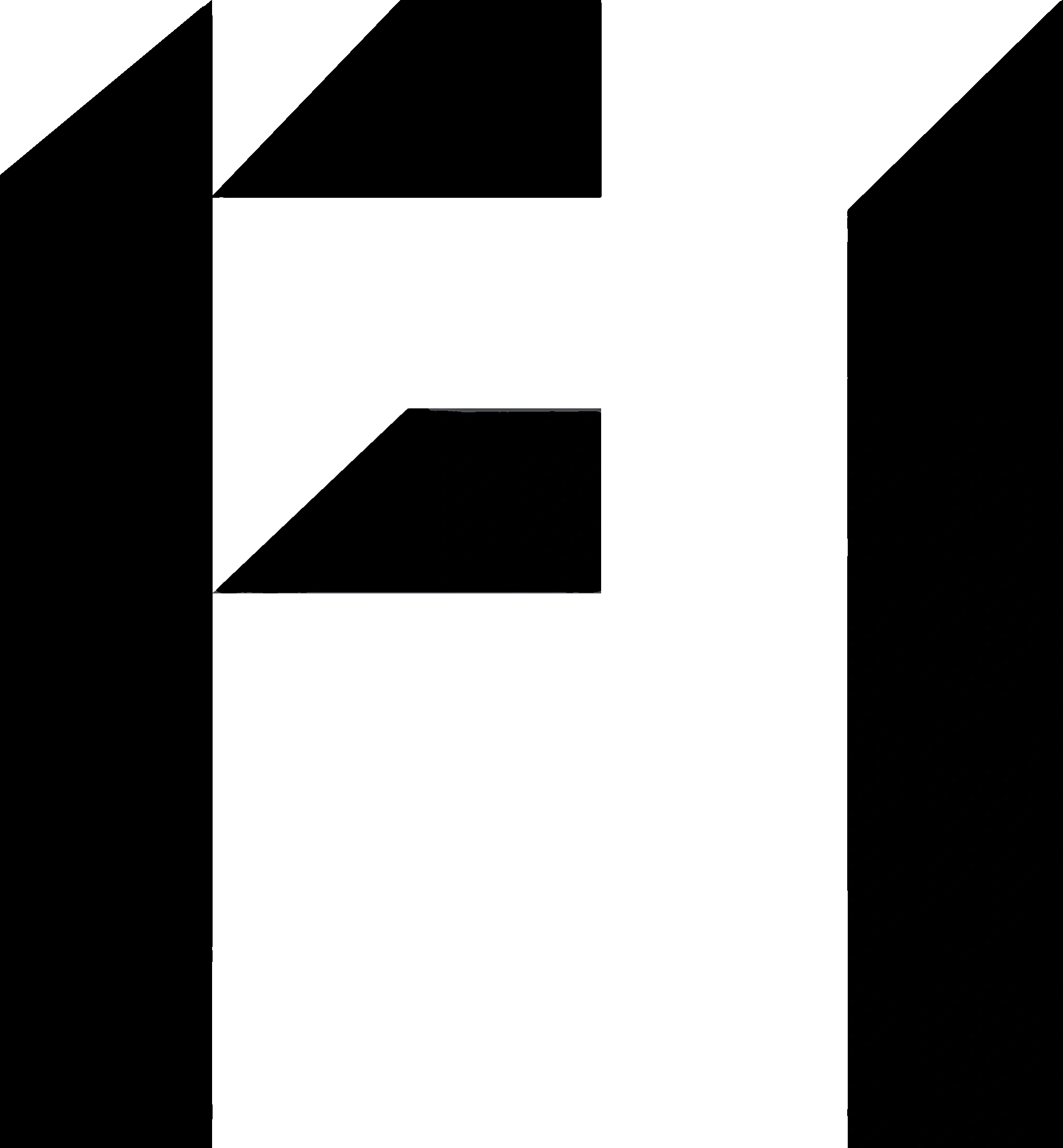
Logo stanice F1 (1990–1992)
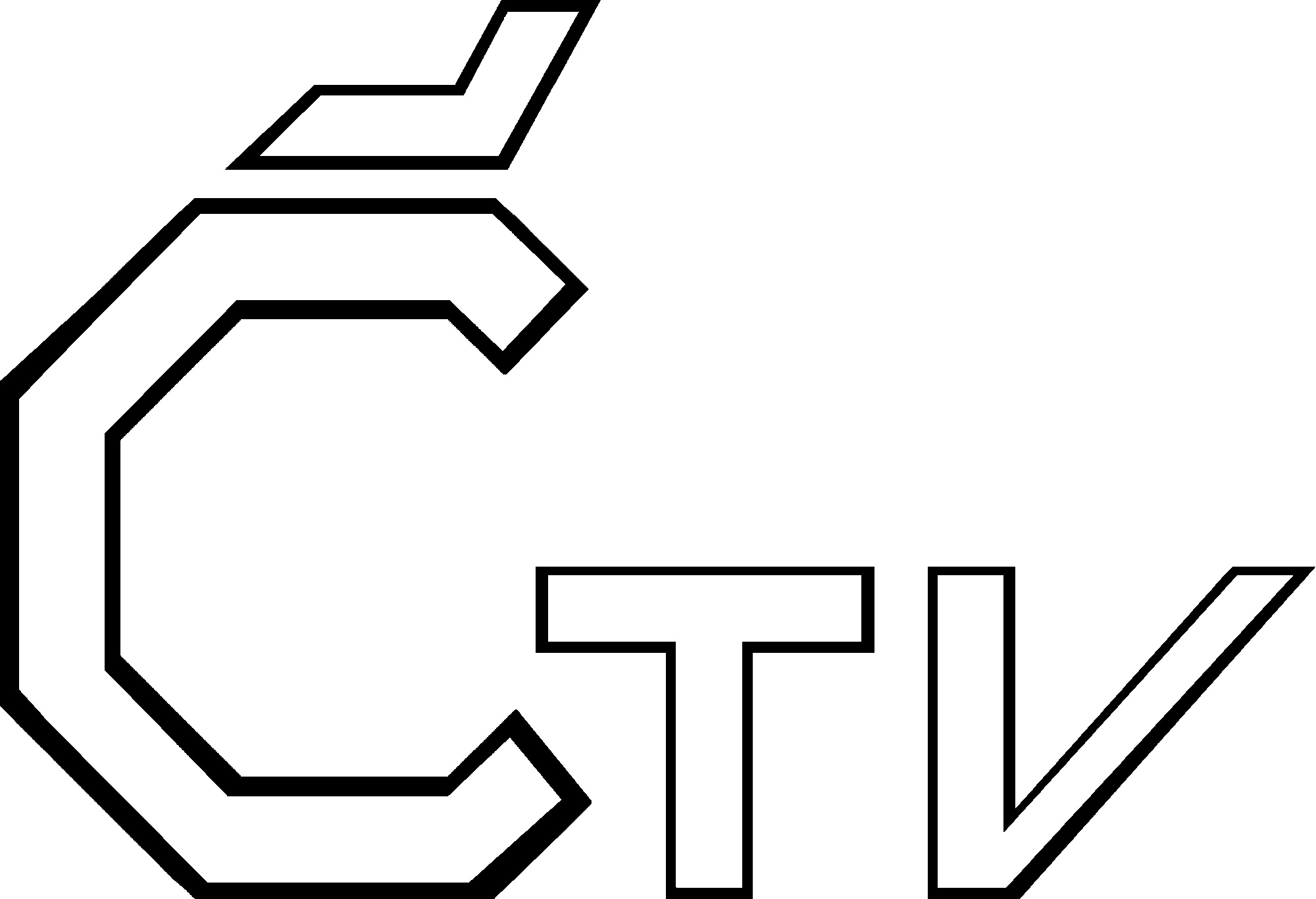
Logo stanice ČTV (1990–1992)
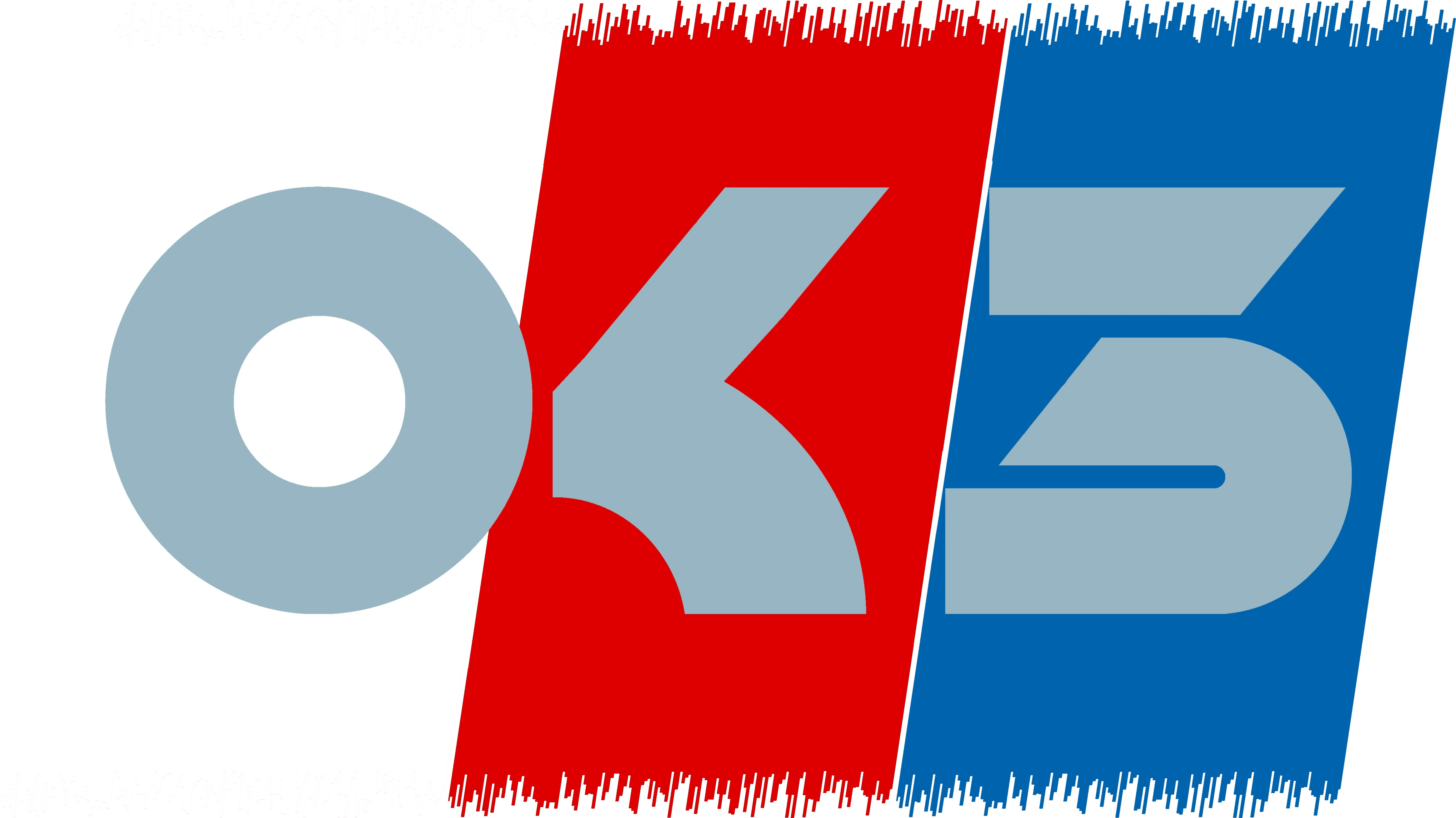
Logo stanice OK3 (1990–1992)
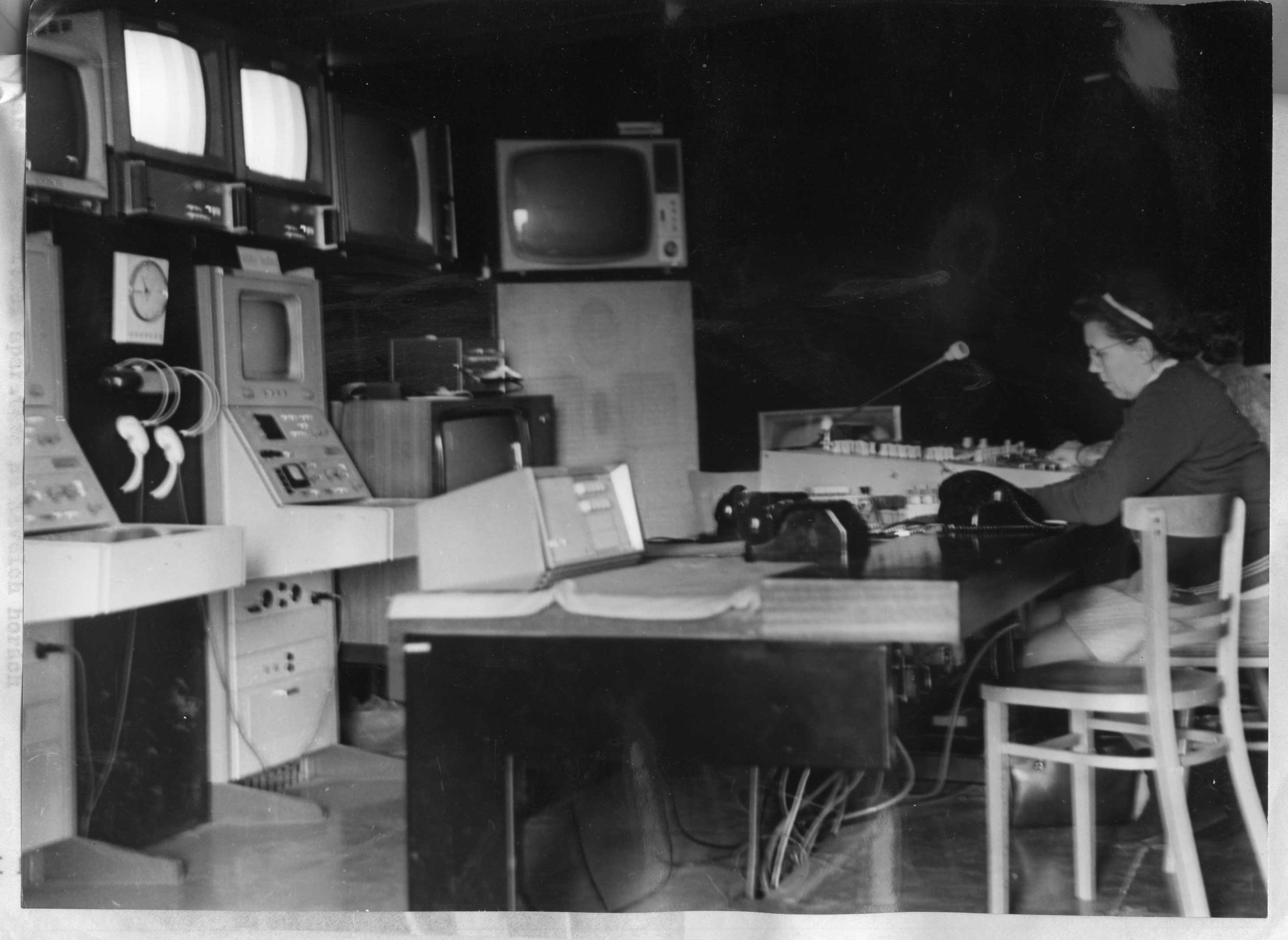
Režie barevného televizního vysílání (1971)
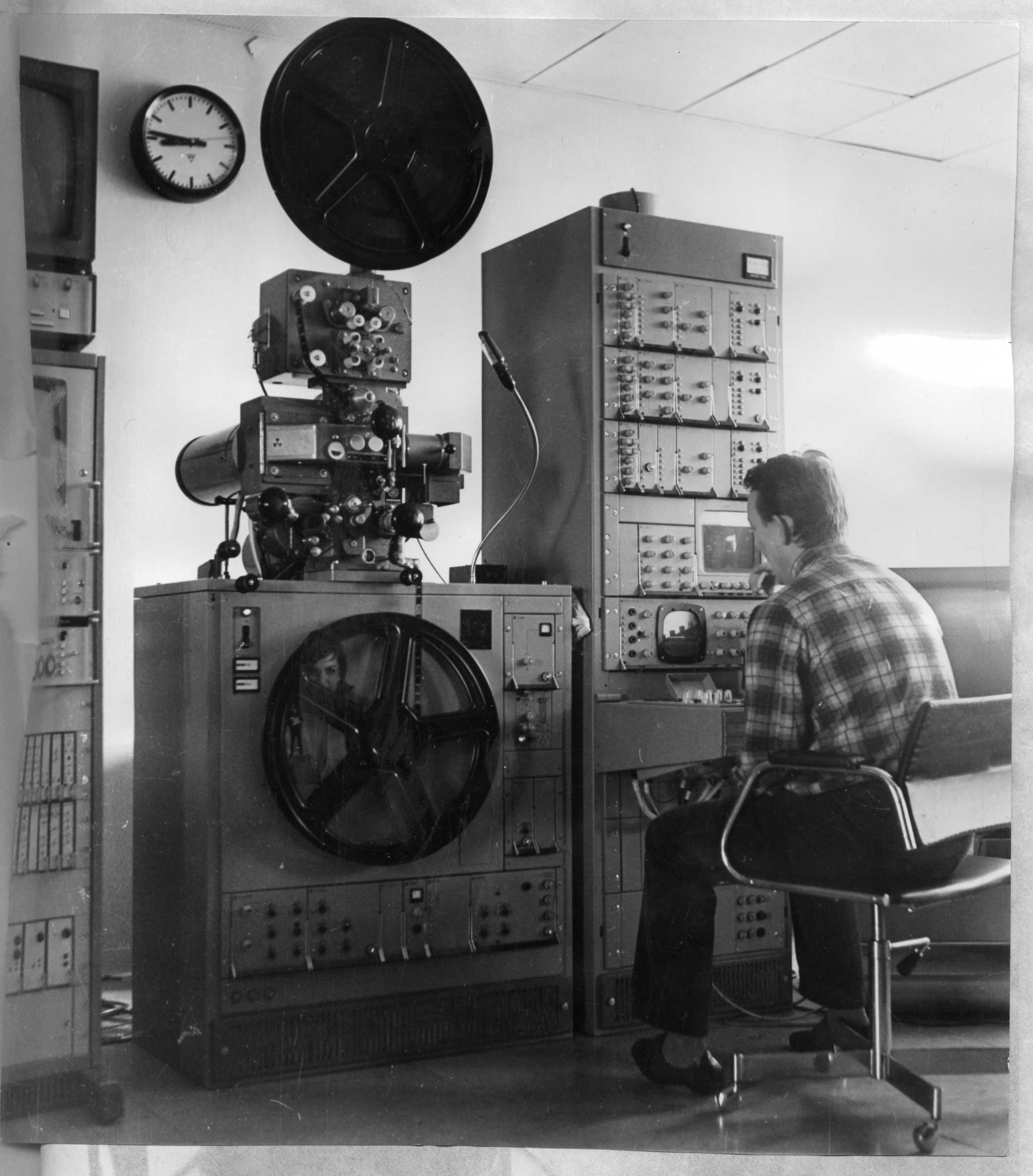
Barevná promítací aparatura (1971)
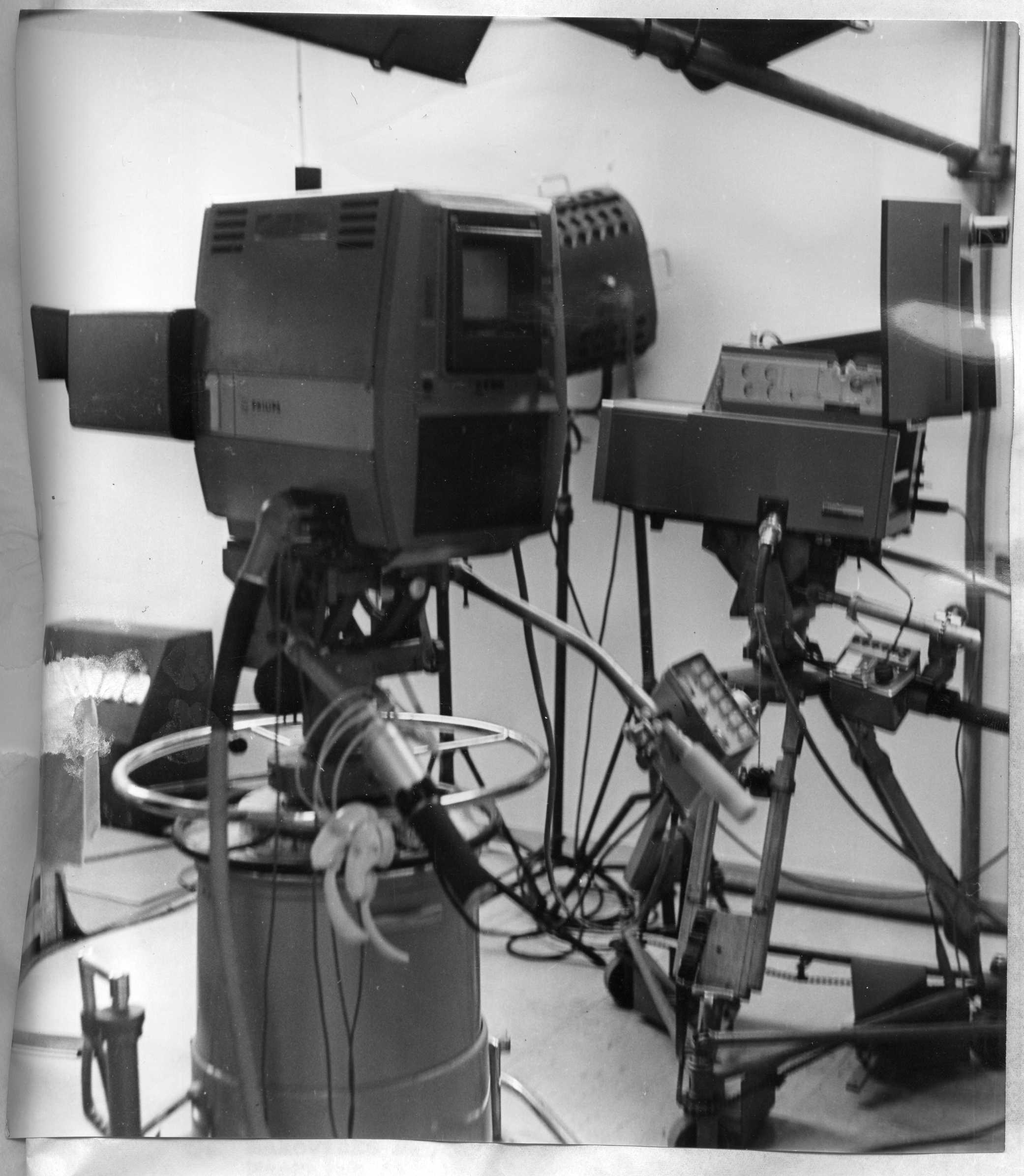
Kamera pro barevné snímání v první „barevné“ hlasatelně na Kavčích horách (1971)
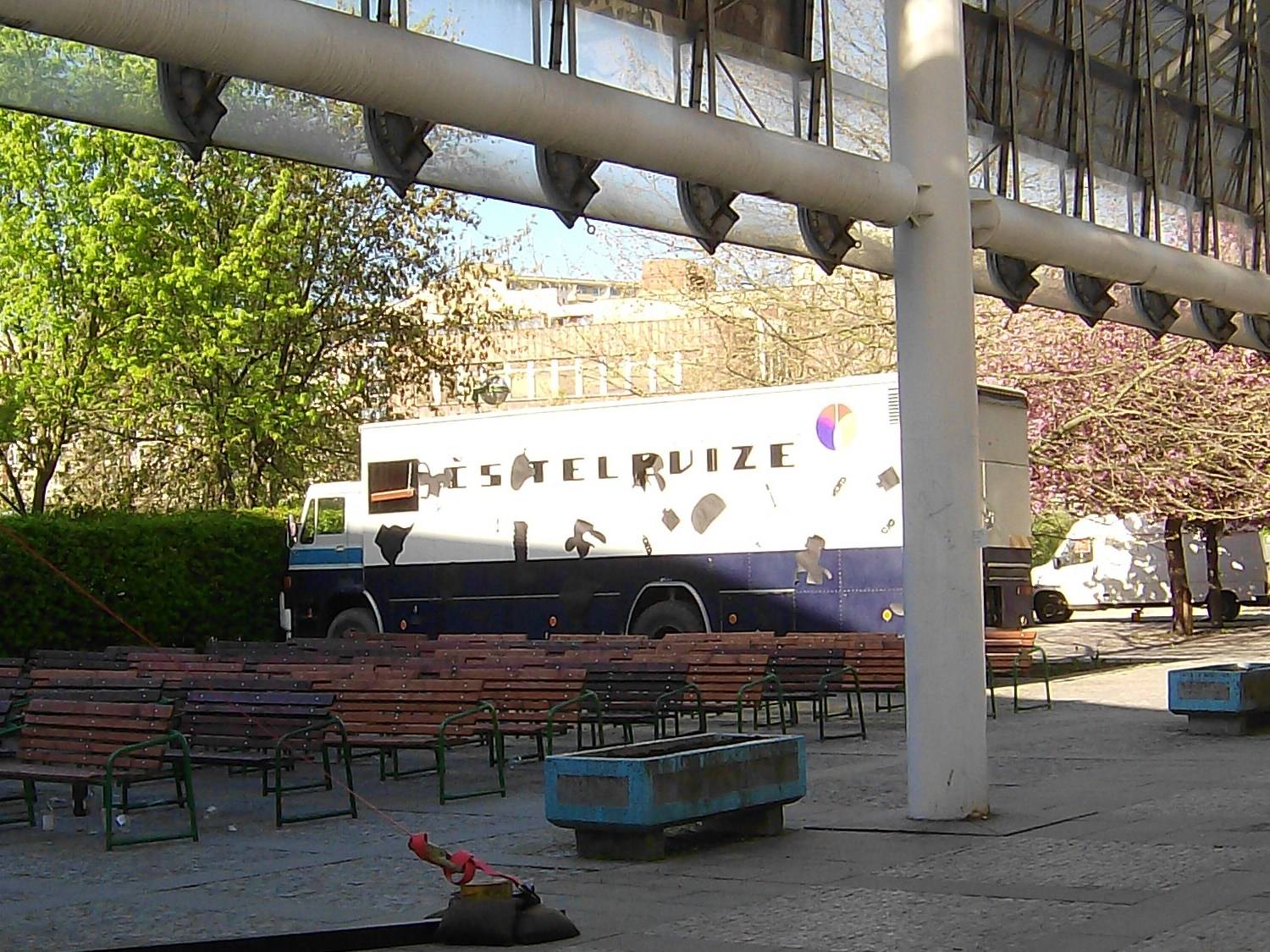
Bývalý přenosový vůz Československé televize (2012)